# Schlesien (Tschechien)

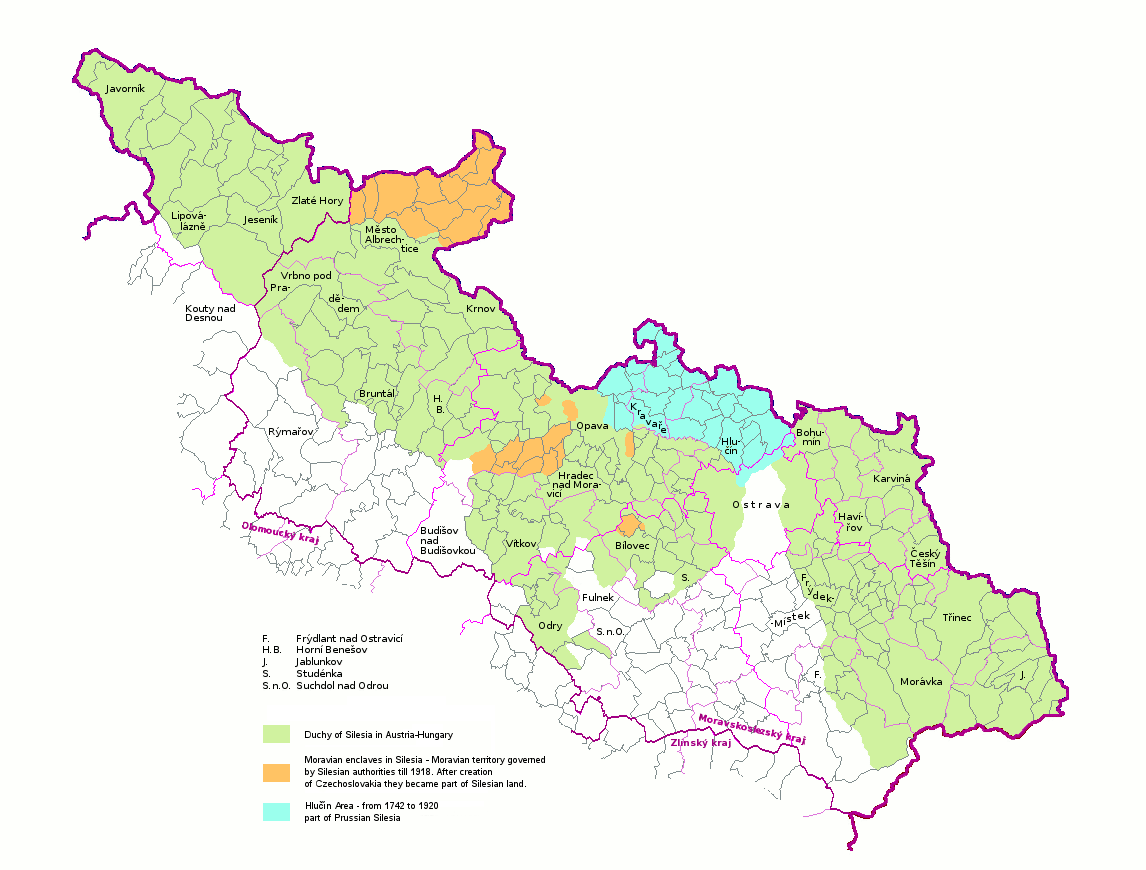
Tschechisch-Schlesien mit heutigen Verwaltungsgrenzen

Wappen Schlesiens

Historische Landesteile Tschechiens:
Schlesien
Böhmen
Mähren

Schlesien (auch Tschechisch-Schlesien bzw. Sudetenschlesien, vor 1918 Österreichisch Schlesien, missverständlich auch Mährisch-Schlesien, tschechisch Slezsko, heute auch: České Slezsko) ist ein Gebiet im Nordosten der Tschechischen Republik, das einen Großteil des historischen Österreichisch-Schlesiens umfasst. Es war neben Böhmen und Mähren eines der Länder der Böhmischen Krone. Der schlesische Wappenadler bildet darum eines der vier Felder des großen Wappens der Tschechischen Republik. Heute liegt das Gebiet administrativ anteilig in den Regionen Moravskoslezský kraj und Olomoucký kraj.

## Geographie
Das Gebiet liegt zum größeren Teil in den Sudeten, die im Osten in die Karpaten (Beskiden) übergehen. Die wichtigsten Flüsse sind die Oder (Odra) und die Oppa (Opava), welche zeitweilig die Grenze zu Preußisch-Schlesien bildete. Neben Ostrava (Ostrau bzw. bis 1941 Mährisch Ostrau), dessen Hauptteil allerdings historisch zu Mähren gehört, sind die wichtigsten Städte die historische Hauptstadt Opava (Troppau), Bruntál (Freudenthal), Krnov (Jägerndorf), Karviná (Karwin), Bohumín (Oderberg), die nach 1945 neu aufgebaute Stadt Havířov sowie Český Těšín, der auf tschechischem Staatsgebiet liegende Teil von Teschen (Cieszyn).

## Geschichte

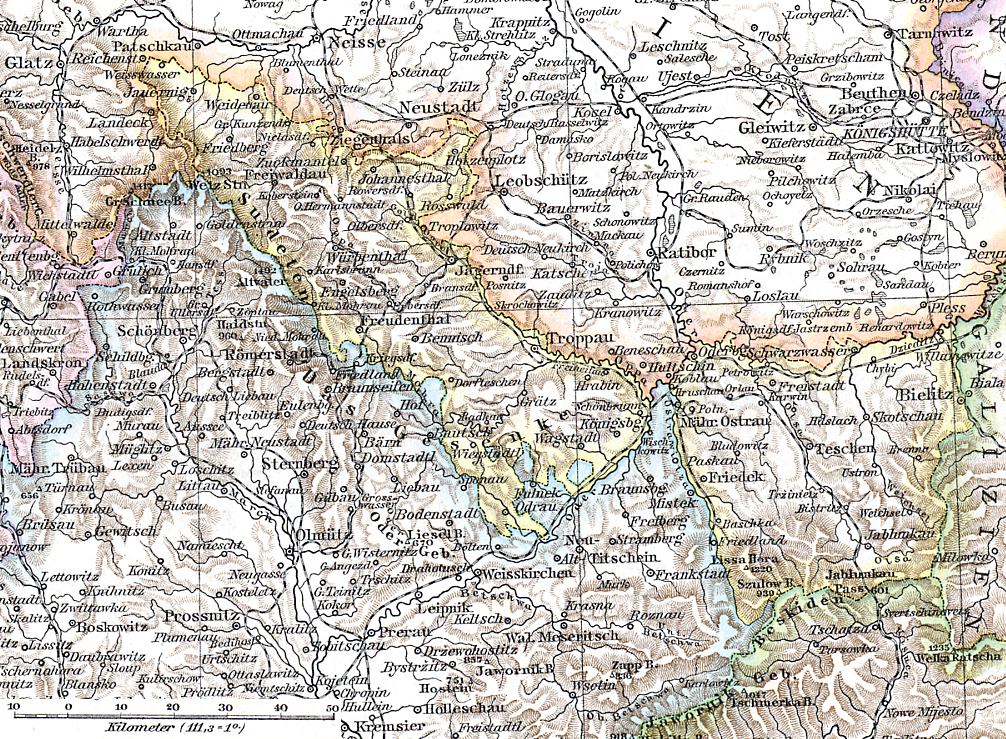
Gelb umrandet:
die beiden Teile Österreichisch Schlesiens 1880

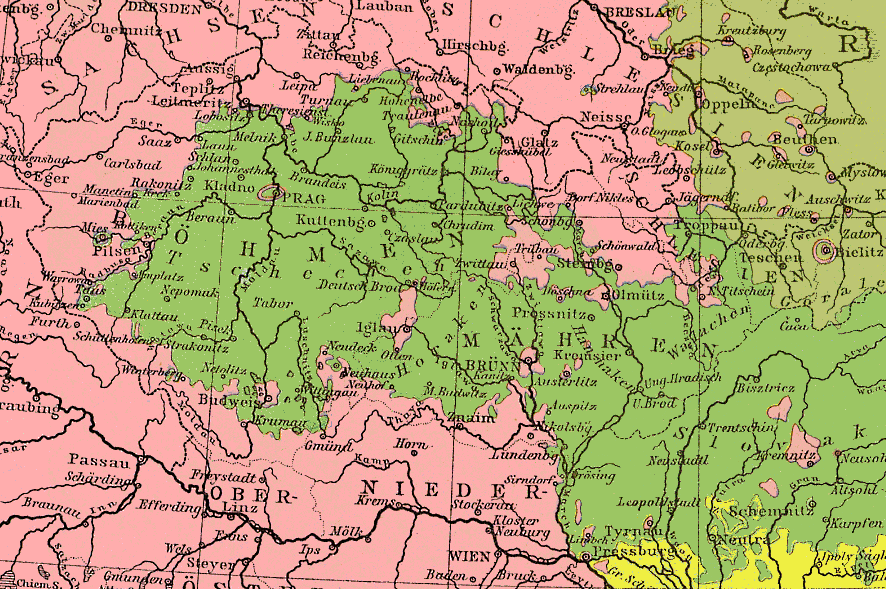
„Völkerkarte Oesterreich-Ungarns“ 1880

Nach dem Ersten Schlesischen Krieg 1742 verblieb das Herzogtum Teschen sowie die südlichen Teile der Herzogtümer Jägerndorf und Troppau und des Fürstentums Neisse bei Österreich, der auch einen Teil des Herzogtums Jägerndorf umfasste, auf das die preußischen Erbansprüche unter anderem gerichtet waren. Es wurde als Herzogtum Ober- und Niederschlesien bezeichnet, Troppau wurde zur Hauptstadt erhoben. Dieses Österreichisch Schlesien bestand aus zwei Teilen, zwischen denen bei Ostrau mährisches Gebiet bis an die preußische Grenze reichte.
1910 gaben in Österreichisch Schlesien 43,9 Prozent der Einwohner Deutsch, 31,7 Prozent Polnisch (vor allem im östlichen Landesteil–Teschener Schlesien) und 24,3 Prozent Tschechisch (vor allem um Troppau im westlichen Landesteil, und westlich Teschen) als ihre Umgangssprache an. Nach dem Ersten Weltkrieg und dem Zerfall Österreich-Ungarns 1918 wurde das Gebiet gleichzeitig von zwei der Nachfolgestaaten beansprucht. Der neue Staat Deutschösterreich vereinigte es mit Nordmähren zur Provinz Sudetenland. In der Tschechoslowakei, deren Anspruch im Vertrag von Saint-Germain bestätigt wurde, bildete es das Land Schlesien (země Slezsko). 1920 kam infolge des Versailler Vertrags mit dem sogenannten – mehrheitlichen tschechischsprachigen – Hultschiner Ländchen auch ein Teil des preußischen Oberschlesien an die Tschechoslowakei.
Nach dem Ersten Weltkrieg hatten Warschau und Prag im Gebiet Teschen eine vorläufige Demarkationslinie festgelegt, die im Wesentlichen den ethnischen Trennungslinien folgte. Die endgültige Grenzziehung wurde nach dem Polnisch-Tschechoslowakischen Grenzkrieg ausgehandelt. Das zwischen Polen und Tschechen umstrittene Kohle-Gebiet wurde zunächst internationaler Kontrolle unterstellt und 1920 auf Entscheidung der Alliierten geteilt. Das von der Tschechoslowakei und Polen jeweils zur Gänze beanspruchte – mehrheitlich polnischsprachige – Teschener Schlesien wurde aus strategischen Gründen am Fluss Olsa zwischen beiden Staaten aufgeteilt. Dadurch entstand das Olsagebiet.

### Land Mähren-Schlesien
Administrativ wurde das (tschechoslowakische) Land Schlesien am 1. Dezember 1928 mit Mähren zum Land Mähren-Schlesien (země Moravskoslezská) zusammengefasst. Mähren-Schlesien bildete dann (bis 1948) neben Böhmen, der Slowakei und Karpatenrussland eines der vier Länder auf dem Gebiet der Tschechoslowakei. Hauptstadt wurde Brünn mit dem Landesamt. Landespräsident war seit Gründung bis 1939 Jan Černý. Die Landesvertretung bestand zur Hälfte aus gewählten und zur anderen Hälfte aus ernannten Politikern.
Nach dem Münchener Abkommen von 1938 fielen Teile – zusammen mit weiteren mehrheitlich deutschsprachigen Gebieten der Tschechoslowakei – an das Deutsche Reich, die mit den abgetrennten nordböhmischen und nordmährischen Gebietsteilen als Reichsgau Sudetenland zusammengefasst wurden, während das Hultschiner Ländchen in den preußischen Landkreis Ratibor rückgegliedert wurde. Das Olsagebiet wurde vollständig von Polen besetzt und in dessen Staatsgebiet eingegliedert. Ein Jahr später wurde es von der deutschen Wehrmacht besetzt und verwaltungsmäßig ebenfalls der Provinz Schlesien (ab 1941 Provinz Oberschlesien) eingegliedert. Ein schmaler Landstreifen tschechischsprachiger Gemeinden am rechten Ufer der Ostrawitza verblieb zuerst beim tschechoslowakischen Staat beziehungsweise dem fortbestehenden Land Mähren-Schlesien und wurde nach dessen Okkupation im März 1939 durch das Deutsche Reich dem Reichsprotektorat Böhmen und Mähren einverleibt.
Seit dem Ende der Tschechoslowakei 1993 und der damit verbundenen Landesteilung gehört das Gebiet zur Tschechischen Republik, in der es einen der drei traditionellen Landesteile (země, den Kronländern der Monarchie entsprechend) bildet, die zwar in der großen Version des tschechischen Wappens vorkommen, sich mit der heutigen verwaltungsmäßigen Einteilung der Republik jedoch nicht decken, so dass ihnen nur noch eine historische Bedeutung zukommt. Heute gehört der eher strukturstärkere und wesentlich größere östliche Anteil der historischen schlesischen Gebiete zum Moravskoslezský kraj, während der eher strukturschwache Okres Jeseník (Freiwaldau) im westlichen Grenzgebiet zu Glatz (vormals Grafschaft Glatz) und Neiße nun zum Olomoucký kraj gehört. Der Bezirk Freiwaldau besteht fast vollständig aus den vormals zum Fürstentum Neisse des Erzbischofs von Breslau gehörenden Städten und Dörfern und ist damit der kleine Teil Niederschlesiens, der 1742 bei Österreich verblieb.

### Bevölkerung

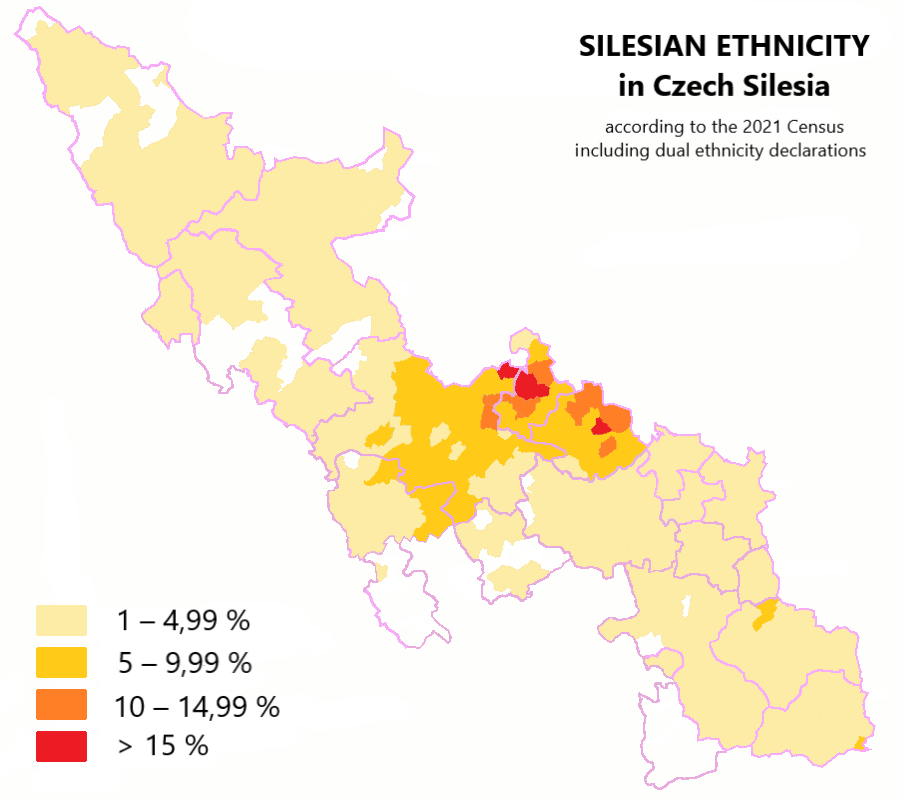
Schlesische Nationalität in Tschechisch-Schlesien laut Volkszählung 2021: der größte Prozentsatz ist in den Gemeinden des Hultschiner Ländchen zu verzeichnen

Die Bevölkerung in Schlesien sprach Varietäten des Gebirgsschlesischen, aber auch die lachischen Dialekte des Tschechischen sowie, etwa östlich des heutigen Stadtgebiets von Ostrava, Polnisch. Bereits nach dem Münchner Abkommen wurden aus dem an Polen abgetretenen Teschner Land (Olsagebiet) die Deutschen und Tschechen, soweit sie dort kein Heimatrecht besaßen oder der neuen polnischen Verwaltung missfielen, gemeinsam vertrieben. Nach dem Zweiten Weltkrieg folgte aufgrund der Beneš-Dekrete die Vertreibung der Deutschen aus der Tschechoslowakei. Die polnischsprachige Bevölkerung im Teschener Schlesien wurde dagegen bis heute weitgehend durch die tschechische Mehrheitsbevölkerung assimiliert. Insbesondere der Bau von Großwohnsiedlungen in den Stadtneugründungen Havířov und Karviná und der dadurch ausgelöste Zuzug von Tschechen und Slowaken bewirkte das. Die verbliebene polnischsprachige Bevölkerung im ländlichen Osten des Landes ist eine anerkannte Minderheit in Tschechien. Gemeinden mit einem polnischen Bevölkerungsanteil von über 20 Prozent führen dort offiziell auch die polnischen Namen.